# (10435) Tjeerd
(10435) Tjeerd (6064 P-L) – planetoida z pasa głównego asteroid okrążająca Słońce w ciągu 4,65 lat w średniej odległości 2,78 j.a. Odkryta 24 września 1960 roku.